# Acrosanthes angustifolia
Acrosanthes angustifolia är en isörtsväxtart som beskrevs av Christian Friedrich Frederik Ecklon och Zeyh. Acrosanthes angustifolia ingår i släktet Acrosanthes och familjen isörtsväxter. Inga underarter finns listade i Catalogue of Life.